# 21589 Rafes
21589 Rafes este un asteroid din centura principală de asteroizi.

## Descriere
21589 Rafes este un asteroid din centura principală de asteroizi. A fost descoperit pe 26 septembrie 1998 la Socorro, New Mexico, în cadrul proiectului LINEAR. Asteroidul prezintă o orbită caracterizată de o semiaxă mare de 2,78 ua, o excentricitate de 0,16 și o înclinație de 8,9° în raport cu ecliptica.